# وجه أسود

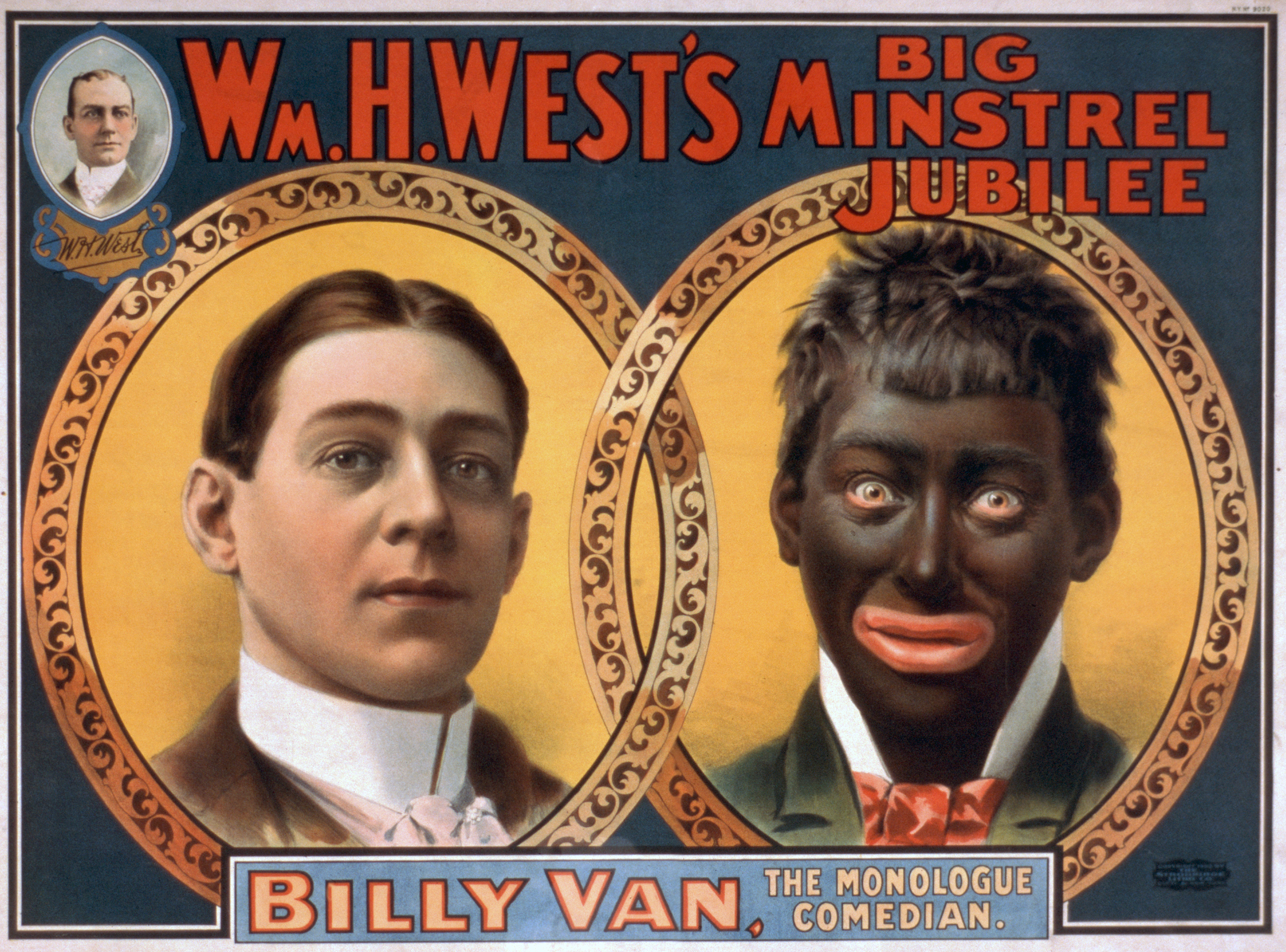
هذه النسخة طبق الأصل لمنشور دعائي عن عرض غنائي كوميدي للممثل ويليام .هـ. ويست. نشرت شركة ستروبردج ليثو المنشور الأصلي في العام 1900م ويظهر التحول من «الأبيض» إلى «الأسود».

الوجه الأسود (بالإنجليزية: Blackface)‏ هو مصطلح يستخدم في الولايات المتحدة لشكل من أشكال المكياج المسرحي يستخدم في الغالب من قبل الفنانين غير السود لتمثيل صورة كاريكاتورية لشخص أسود.
يستخدم هذا المصطلح أيضًا في بعض الثقافات الأخرى للإشارة إلى المكياج الأسود الذي يتم وضعه كجزء من التمويه والتقاليد الشعبية، ولا يُنظر إليها جميعًا على أنها تمثيلية من السود أو نشأت عنها، وبالتالي هناك جدل حول ما إذا كانوا عنصريين أم لا.
اكتسبت هذه الممارسة شعبية كبيرة في الولايات المتحدة خلال القرن التاسع عشر وساهمت في انتشار القوالب النمطية العنصرية وظهور بعض الشخصيات العنصرية المسيئة. بحلول منتصف القرن، أصبحت العروض الكوميدية الغنائية ذات الوجه الأسود نوعاَ فنيًا أمريكيًا مميزًا، محولةً العروض الرسمية مثل الأوبرا إلى عروض شعبية للعوام. في بدايات القرن العشرين، انفصلت عروض الوجه الأسود عن العروض الموسيقية وأصبحت شكلاً فنياً بحد ذاتها. في الولايات المتحدة، تراجعت شعبية عروض الوجه الأسود في نهاية القرن الحادي والعشرين، وأصبحت تعتبر بشكل عام مسيئة وغير محترمة وعنصرية. ولكن استمرت هذه الممارسة في بلدان أخرى حيث لا تعتبر عنصرية أو مسيئة.

## التاريخ

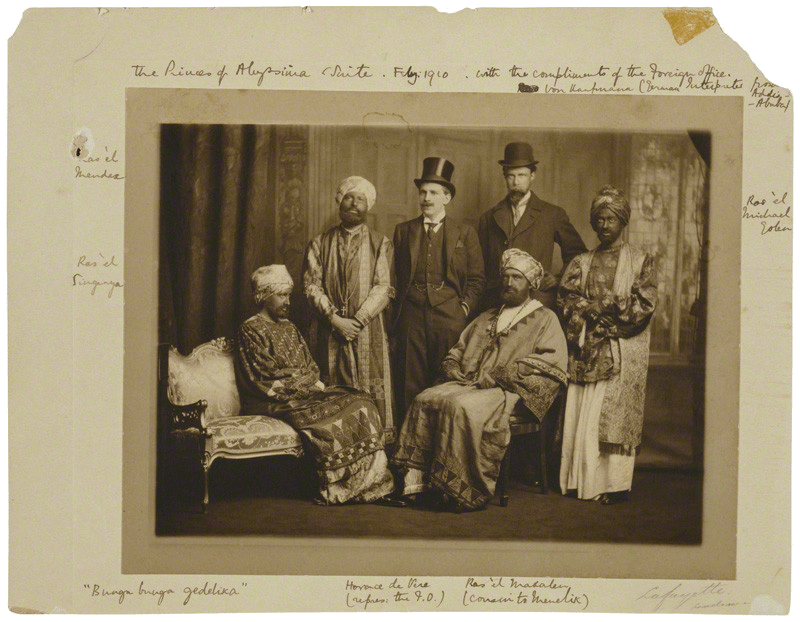
مخادعي المدرعات البحرية في زي الحبشي

كان الوجه الأسود تقليدًا للأداء في المسرح الأمريكي لمدة 100 عام تقريبًا بدءًا من عام 1830م. وسرعان ما أصبح شائعاً في بريطانيا أيضًا، حيث استمرت هذه الممارسة لفترة أطول من الولايات المتحدة، ظاهرةً على التلفزيون في وقت الذروة، وأشهرها في برنامج الأسود والأبيض الغنائي الذي انتهى في العام 1978م،  وفي البرنامج الذي يعرض في موسم عيد الميلاد «هل يتم خدمتك؟» في العام 1976م  ، وأخيرًا في العام 1981م.
في كل من الولايات المتحدة وبريطانيا، كان الوجه الأسود هو الأكثر استخدامًا في العروض الغنائية، متخطية التقاليد السابقة ولفترة أطول. استخدم الممثلون البيض السابقون الفلين المحترق وطلاء الشحوم، وملمع الأحذية لاحقًا، لتغليظ جلدهم وتكبير شفاههم بشكل مبالغ، وغالبًا ما كانوا يرتدون الباروكات الصوفية، والقفازات، والمعاطف، والملابس الخشنة لإكمال التحول. مثل الفنانون السود لاحقاً أدوارااً في عروض الوجه الأسود. لكي تتمكن مجموعة من المؤلفين البارزين من الوصول إلى سفينة عسكرية في خدعة المدرعة البحرية الشهيرة، استخداموا الأزياء التنكرية والوجه الأسود
لعبت الصور النمطية التي تم تبنيها في الشخصيات المقدمة في عروض الوجه الأسود دورًا كبيراً في ترسيخ ونشر الصور والمواقف والمفاهيم العنصرية في جميع أنحاء العالم. وساهمت أيضاً بشكل كبير في تعميم ونشر ثقافة السود. تستمر الرسوم الكاريكاتورية التي كانت جزءاً من ظاهرة الوجه الأسود في بعض المناطق حتى يومنا هذا وتسبب جدلاً باستمرار. يعتقد آخرون أن "الوجه الأسود" هو شكل من أشكال ارتداء الملابس المغايرة أو الملابس التنكرية حيث يرتدي الإنسان أزياءً ينظر لها بأنها خاصة بجنس أو طبقة اجتماعية أو عرق آخر." 
بحلول منتصف القرن العشرين، أدى تغير المواقف ووجهات النظر حول العرق والعنصرية إلى إنهاء شهرة ممارسة الوجه الأسود في العروض في الولايات المتحدة وأماكن أخرى. لا يزال استخدام الوجه الأسود في الفن المعاصر محدود نسبيًا كجزء من العروض المسرحية ويتم استخدامه بشكل أكثر منه للسخرية أو كنوع من أنواع النقد اجتماعي. ربما كان التأثير الأرسخ للوجه الأسود هو تقديم الثقافة الأمريكية الأفريقية لجمهور دولي، وإن كان ذلك من خلال عدسة مشوهة.

### النماذج العنصرية

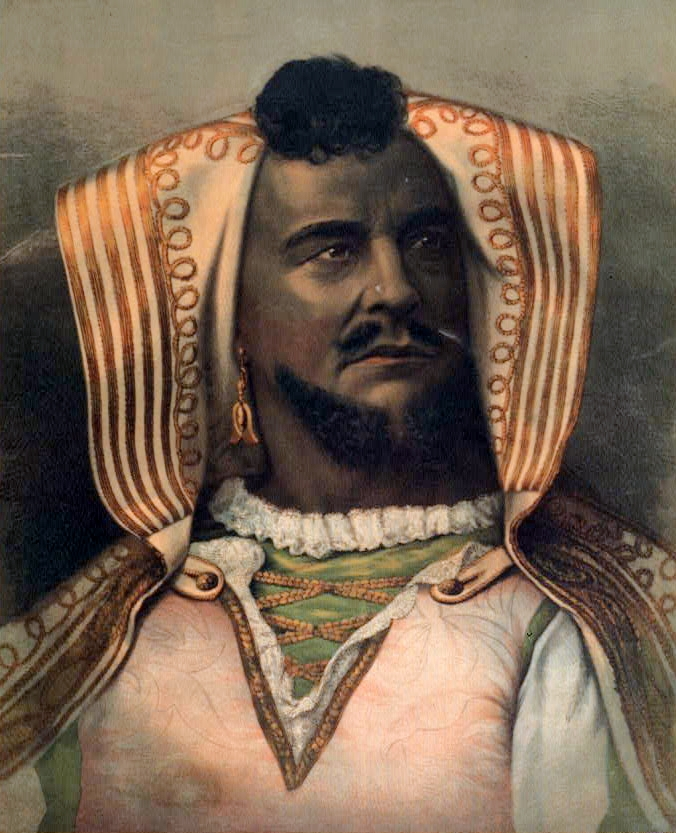
الممثل الأمريكي الأبيض جون ماكولو في دور عطيل ، 1878

لا يوجد إجماع حول لحظة واحدة تشكل نشأة الوجه الأسود.يضعها الصحفي والمعلق الثقافي جون ستراسبو كجزء من تقليد «إظهار السواد من أجل متعة وترفيه المشاهدين البيض» ويعود تاريخها إلى عام 1441م على الأقل، عندما كان يعرض أسرى غرب إفريقيا في البرتغال. قام البيض بتصوير الشخصيات السوداء بشكل روتيني في المسرح الإليزابيثي والجاكوبي (انظر مسرح النهضة الإنجليزية)، وأشهرها في عطيل (1604م). ومع ذلك، لم تتضمن مسرحية عطيل والمسرحيات الأخرى في هذا العصر مضاهاة أو تمثيل لـ «مثل هذه الصفات الفطرية المفترضة للسود مثل المهارات الموسيقية الفطرية، المهارات والقدرات الرياضية.. إلخ.» التي كان يتم تمثيلها في شخصيات الوجه الأسود
قام لويس هالام جونيور، وهو ممثل أبيض ذو وجه أسود يعمل في الشركة الأمريكية، بإبراز الوجه الأسود بهذا المعنى الأكثر تحديدًا باعتباره جزءاً مسرحيًا في الولايات المتحدة عندما لعب دور «مونجو»، وهو رجل أسود مخمور في مسرحية القفل، وهي مسرحية بريطانية عُرضت لأول مرة في مدينة نيويورك في مسرح جون ستريت في 29 مايو 1769م. تبنى فنانون آخرون نمط التمثيل بعد أن جذبت المسرحية الانتباه. ومنذ عام 1810م على الأقل، كان المهرجون ذوو الوجه الأسود مشهورين في الولايات المتحدة. قام الممثل البريطاني تشارلز ماثيوز بجولة في الولايات المتحدة في 1822-1823م، ونتيجة لذلك أضاف شخصية «أسود» إلى مجموعته من الشخصيات الإقليمية البريطانية في عرضه التالي رحلة إلى أمريكا والذي تضمن غناء ماثيوز «أبوسم في ورطة»، وهي أغنية شعبية عن حرية الرقيق. لعب إدوين فورست دور عامل مزرعة سوداء في عام 1823م، بينما بدأ جورج واشنطن ديكسون بالفعل في بناء مسيرته المسرحية حول الوجه الأسود في عام 1828م،  لكن الذي أشاع الوجه الأسود حقا ً كان الممثل الكوميدي الأبيض توماس دي رايس الذي أشاع حقًا الوجه الأسود بعد تقديمه أغنية «الغراب القافز جيم» مصحوبة برقصة في تمثيله المسرحي عام 1828م  وسجل النجومية معها بحلول عام 1832م.

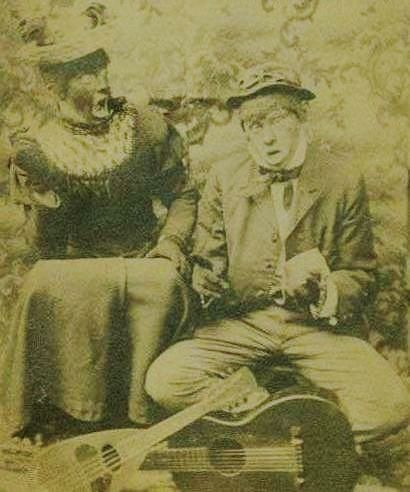
هذه البطاقة البريدية المنشورة ج. 1908 ، يظهر فريق غناء من البيض. بينما يرتدي كلاهما الشعر المستعار، ظهر الرجل الذي على اليسار بالوجه الأسود وملابس النساء.

سافر رايس إلى الولايات المتحدة، وقدم أداءً تحت الاسم الفني «غراب بابا جيم». أصبح اسم غراب جيم (جيم كرو) لاحقًا مرتبطًا بالقوانين التي قننت إعادة الفصل والتمييز بعد عصر إعادة الإعمار.
في ثلاثينيات القرن التاسع عشر وأوائل أربعينيات القرن التاسع عشر، اختلطت العروض المسرحية ذات الوجه الأسود مع الأغاني الكوميدية والرقصات الحيوية. في البداية، كان أداء رايس وأقرانه مقتصراً على أماكن متدنية السمعة نسبيًا، ًولكن مع اكتساب الوجه الأسود شعبيةً اكتسبوا فرصًا لأداء عروض مسرحية الأماكن المسرحية المرموقة. تم رسم صورة نمطية عن الشخصيات المسرحية ذات الوجه الأسود من خلال إلصاق العديد من الصفات السلبية عليها مثل: التهريج، الكسل، الإيمان بالخرافات، الجبن، الفسق، السرقة، الكذب بشكل مرضي، والتحدث بلغة إنجليزية مشوهة. كان جميع المنشدين ذوي الوجوه السوداء ذكورًا في البداية، لذا فقد لعب الرجال البيض الذين يرتدون ملابس النساء دور النساء السود اللواتي غالبًا ما يتم تصويرهن على أنهن غير جذابات ورجوليات بشكل غريب، وغالبا في قالب الخادمات، أو على أنهن شهوانيات. شهدت المرحلة الأمريكية والبريطانية في أواخر القرن التاسع عشر وأوائل القرن العشرين ظهور العديد من الصور النمطية الكوميدية الأخرى، القائمة غالباً على العرق مثل: اليهود المتآمرون، واليهود الفاسدون،  الأيرلنديون المخمورون،  الإيطاليون المدهنون، الألمان البائسون، الريفيون السذج.

## حول العالم

### أستراليا

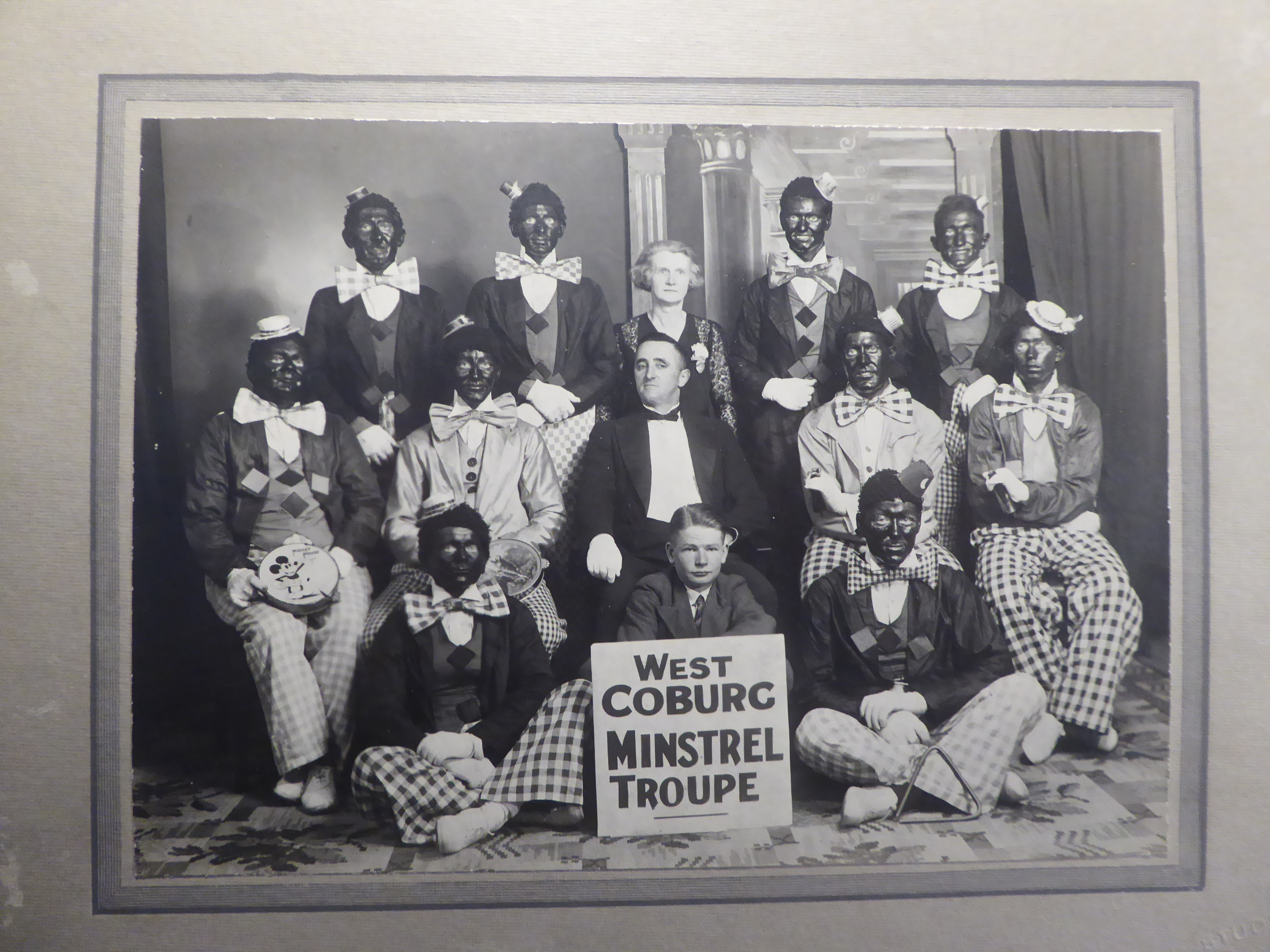
أسود وأبيض مينستريلز كوبورغ ، ملبورن ، أستراليا ، 6 نوفمبر 1935

في أكتوبر 2009، عرضت مسرحية هزلية للبحث عن المواهب على التلفاز الأسترالي أهلاً أهلاً إنه السبت عرضاً لفرقة تكرم مايكل جاكسون عن طريق محاكاته تسمي نفسها «جاكسون جيف» بالوجه الأسود ومعها شخصية مايكل جاكسون بالوجه الأبيض. كان الممثل الأمريكي هاري كونيك جونيور أحد الحكام الضيوف واعترض على هذا الفعل، مشيرًا إلى أنه يعتقد أنه مسيء للسود، ومنح الفرقة درجة صفر. اعتذر فريق عمل البرنامج والفرقة لاحقًا لكونيك، حيث صرح زعيم الفرقة ذو الأصل الهندي أن المسرحية الهزلية لم يكن القصد منها أن تكون مسيئة أو عنصرية.

### النمسا
يستخدم مصنع الجعة مورينبراوري في مدينة دورنبيرن، النمسا، رسمًا على شكل وجه أسود في شعاره.

### بلجيكا وهولندا
في كتاب القصص المصورة تان تان في الكونغو ، يستخدم رسام الكاريكاتير هيرجي أسلوب رسم من نوع الوجه الأسود لتمثيل الكونغوليين الأصليين. وفي القصص المصورة الهولندية جورج وجيمي ، التي بدأت في عام 1902، تم تصوير شخصية جيمي في البداية بنفس الطريقة ولكن تم تحويله تدريجيًا إلى صبي هولندي عادي ذو بشرة سوداء، وفي عام 1969، عندما تولى جان كرويس إدارة المجلة اكتمل تحوله إلى صبي أسود عادي.

#### التقاليد المسيحية: سنتر كلاس

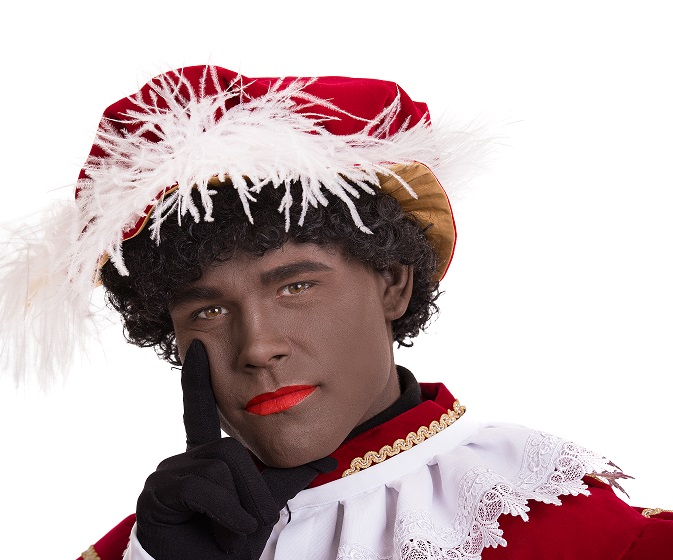
رجل هولندي يرتدي زي بيتر الأسود

في هولندا وبلجيكا، يحتفل الناس سنويًا بشخصية سنتر كلاس ، وهي النسخة الهولندية من القديس نيكولاس وهو عادة رجل أبيض كبير السن مشابه لسانتا الأمريكية، برفقة العديد من المساعدين الذين يسمون بيتر الأسود ‏، وهم عادة من الفتيان والفتيات المراهقين مرتدين الماكياج والملابس المماثلة للوجه الأسود الأمريكي تتمثل مهمة بيتر الأسود عمومًا في تسلية الأطفال بالنكات والمزح، ومساعدة سنتر كلاس في توزيع الهدايا وتوزيع الحلوى. يرتدي بيترالأسود أزياء صبي موريسي ويشارك في المسيرات. تعود شخصية بيتر الأسود إلى منتصف القرن التاسع عشر عندما أضاف مؤلف كتب الأطفال الشهير جان شينكمان خادمًا أسود إلى قصة سنتر كلاس. ووفقًا للفولكلور فإن جلد بيتر ملون بالسخام بسبب الدخول في مداخن البيوت لتقديم الهدايا. في أجزاء أخرى من أوروبا الغربية وأوروبا الوسطى، يؤدي الأشخاص ذوو الوجه الأسود والملثمون أيضًا دور رفقاء القديس نيكولا، المعروف باسم نيكولو في النمسا، ونيكولاس في ألمانيا، وساميشلاوس في سويسرا. أيضًا في عشية القديس مارتن، يتجول الرجال ذوو الوجه الأسود في مواكب عبر مدينة فيرقل وأسفل وادي نهر إن في تيرول.

#### التقاليد المسيحية: عيد الغطاس

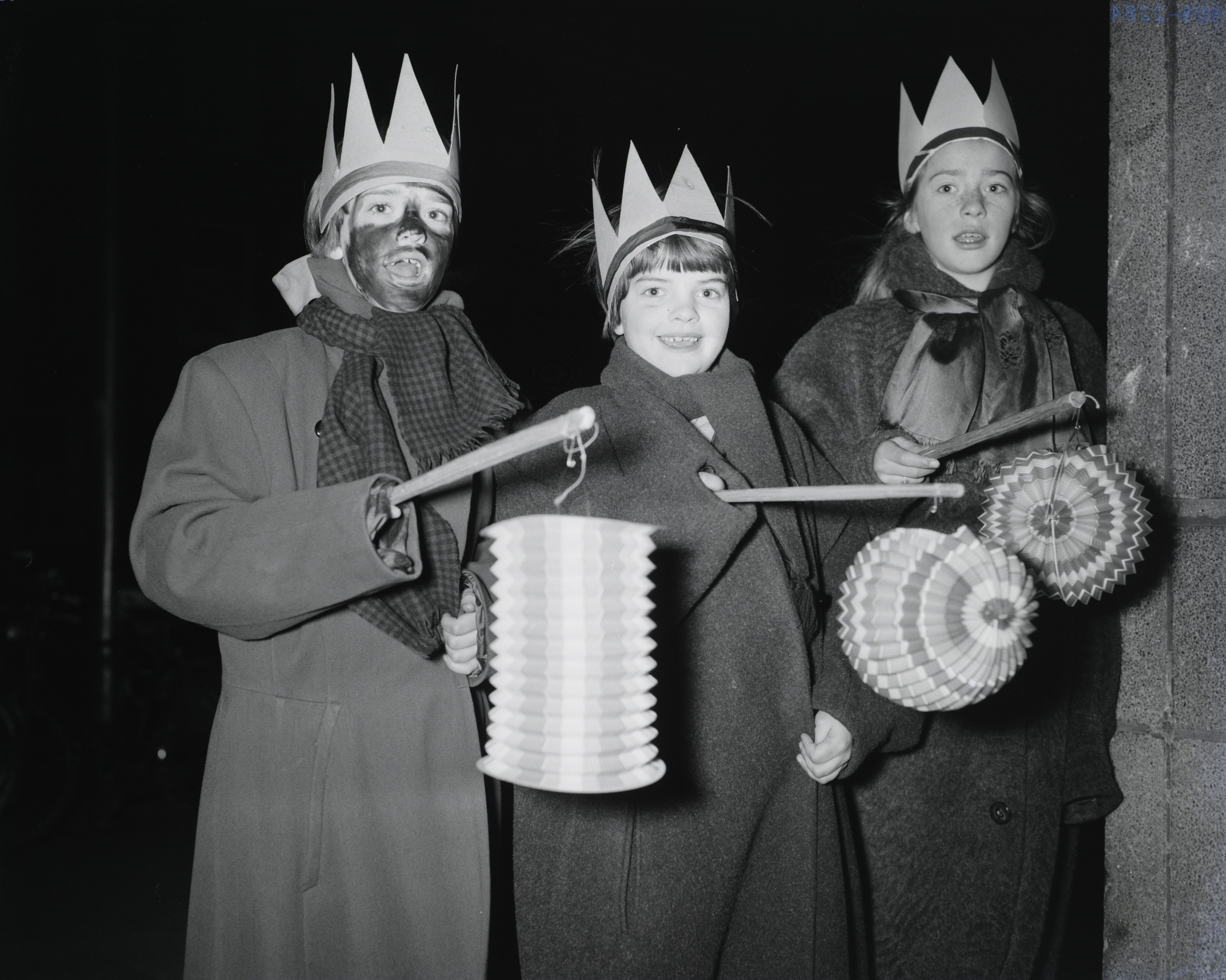
أطفال يحتفلون بـ عيد الغطاس في أمستردام عام 1958

عشية عيد الغطاس، يذهب الأطفال من باب إلى باب في مجموعة من ثلاثة وهم يرتدون تيجانًا ورقية (لإحياء ذكرى المجوس التوراتي) في ملابس الكبار (لإحياء ذكرى مذبحة الأبرياء) حاملين فانوسًا ويغنون الأغاني وقد يكون أحد الثلاثة مرتديًا الوجه الأسود لتصوير بلطاصر.

### كيبيك، كندا
حتى بداية الألفية الجديدة في القرن الواحد والعشرين، استخدم الممثلون الكوميديون البيض أحيانًا الماكياج لتمثيل شخص أسود، وغالبًا ما يكون محاكاة ساخرة لشخص حقيقي. تم بث العديد من هذه المقاطع خلال الحفل التلفزيوني الخاص بليلة رأس السنة الجديدة برنامج «باي باي». على سبيل المثال، تحتوي نسخة 1986  على ثلاث تمثيليات هم:
- نسخة متعددة الأعراق من مسلسل "Le temps d'une paix" (بالفرنسية)، حيث لعبت الممثلة الكوميدية ميشيل ديسلورييه دور شخصية ميمير بوشار وكأنها من أصل أفريقي.
- تقليد حفلة موسيقية مشتركة لموسيقى الروك في كيبيك مارجو والمغنية الأمريكية إرثا كيت، والتي قلد فيها ديسلورييه والكوميدي دومينيك ميشيل لحظة سكب كيت النبيذ على مارجو خلال المؤتمر الصحفي للعرض.[30]
- تقليد إعلان أمريكان إكسبريس التجاري للرئيس رونالد ريغان للسخرية من سياساته الخارجية، ومثل ديسلورييه ودومينيك ميشيل والممثل ميشال كوتي شخصية تجار أسلحة من الشرق الأوسط.

#### رؤساء الوزراء
في 18 سبتمبر 2019، نشرت مجلة تايم صورة لرئيس وزراء كندا جاستن ترودو مرتديا مكياج وجه بني في ربيع عام 2001. التقطت الصورة، التي لم تنشر مسبقا، في حفل بعنوان «الليالي العربية». وأظهرت الصورة ترودو مرتديا عمامة وجلباب بينما وجهه ورقبته ويديه مغطاة باللون البني تماما. ظهرت الصورة في الكتاب السنوي 2000-2001 لأكاديمية ويست بوينت جراي، حيث كان ترودو مدرسًا. حصلت مجلة تايم على نسخة من الكتاب السنوي في وقت سابق من الشهر من رجل الأعمال مايكل أدامسون من فانكوفر، الذي كان جزءًا من مجتمع أكاديمية ويست بوينت جراي. قال أدامسون إنه شاهد الصورة لأول مرة في يوليو وشعر أنه يجب نشرها على الملأ. في 19 سبتمبر 2019، حصلت غلوبال نيوز على فيديو ونشرته من أوائل التسعينيات يظهر ترودو في وجه أسود. وأظهر الفيديو ترودو مغطى بالمكياج الداكن ويرفع يديه في الهواء وهو يضحك ويخرج لسانه ويرسم الوجوه. أظهر الفيديو ذراعيه وساقيه مغطاة بالمكياج أيضًا.

### الرأس الأخضر
هناك بعض حالات السواد (التي تغطي كامل الجسم المكشوف) مع الباروكات الأفرو والتنانير العشبية النمطية والأزياء في المهرجانات في هذا البلد الأفريقي.

### الصين
في 15 فبراير 2018، عرض مسرحي كوميدي بعنوان «نفس الفرح، نفس السعادة» الذي يهدف إلى الاحتفال بالعلاقات الصينية الأفريقية في حفل رأس السنة الجديدة على التلفزيون الصيني، والذي يستقطب ما يصل إلى 800 مشاهد مليون، ظهرت ممثلة صينية في مكياج أسود، بمؤخرة محشوة عملاقة، بدور أم أفريقية، بينما كان يرافقها فنان تظهر منه أذرع سوداء بدور قرد. وفي نهاية المسرحية هتفت الممثلة قائلة «أحب الصينيين! انا احب الصين!» بعد بثه، تعرض المشهد لانتقادات واسعة على أنه «مثير للاشمئزاز» و «محرج» و «عنصري تماماً» على صفحات مواقع التواصل مثل: تويتر وسينا ويبو. وفقًا للمقابلات التي أجرتها وكالة اسوشيتد برس في بكين يوم 16 فبراير، يعتقد بعض الصينيين أن هذا النوع من التقليد مبالغ فيه. وقال المتحدث باسم وزارة الخارجية الصينية قنغ شوانغ بعد مشاهدته للمسرحية الهزلية، إن الصين عارضت باستمرار أي شكل من أشكال العنصرية، وأضاف: «أريد أن أقول إنه إذا كان هناك أشخاص يريدون اغتنام حادثة للمبالغة في الأمور، وبذر الخلاف في علاقات الصين مع الدول الأفريقية، هذا جهد عقيم محكوم عليه بالفشل» في إحاطة إخبارية يومية في 22 فبراير 2018.

### أوروبا
في أوروبا، هناك عدد من الرقصات الشعبية أو العروض الشعبية التي يظهر فيها الوجه الأسود لتمثيل الليل، أو قدوم ليالي أطول مرتبطة بالشتاء. يتم استخدام العديد من عادات الوجه الأسود الشعبية في شمال أوروبا في الخريف بشكل فلكوري لتمثيل قوى الشتاء القادم، باستخدام شخصيات ذات وجوه سوداء، أو أقنعة سوداء.

### فنلندا
في فنلندا، تم تأسيس نسخة من جوقة غناء الأولاد في مدينة أولو، وهي مسرحية موسيقية تُعرف باسم تينديرنابوجات، كتقليد عيد الميلاد المشهور على الصعيد الوطني. يعد عرض تينديرنابوجات عنصرًا أساسيًا في احتفالات عيد الميلاد في المدارس ورياض الأطفال وأماكن أخرى، ويتم بثه كل عيد الميلاد على الراديو والتلفزيون. تحتوي النسخة الفنلندية على عناصر غير توراتية مثل هزيمة الملك هيرود لملك الموريون، الذي تم صبغ وجهه في المسرحية باللون الأسود. لون بشرة الشخصية هو أيضًا جزء من كلمات الموكب.
في الفيلم الأخير لسلسلة أفلام بيكا وباتكا الكوميدية عام 1960 يخبر الكمبيوتر الشخصيات الرئيسية أن مهنة «زنجي» ستكون مهنة مناسبة لهم. وقاموا بصبغ وجوههم بالسواد وتظاهروا بأنهم فنانين أمريكيين أو أفارقة يؤدون عروض في ملهى ليلي، ويتحدثون بلغة غريبة مخترعة من المفترض أن تكون الإنجليزية. عندما بثت شركة البث العامة الوطنية الفنلندية أوليسراديو هذا الفيلم عام 2016، انتقده بعض الأشخاص على وسائل التواصل الاجتماعي وأصروا على أنه كان يجب حظر الفيلم، أو على الأقل تم تغيير الاسم. قال ممثل من الشركة إنه يجب تقييم فيلم قديم بناء على سياقه الزمني، وأن فكرة الفيلم هي الضحك على الأشخاص الذين يتعرضون للتمييز.لم يعرض هذا الفيلم عندما تم بث سلسلة الأفلام في عام 2019 .
قبل تسعينيات القرن الماضي، كانت كلمة "neekeri" (الزنجي) تعتبر كلمة محايدة وغير عنصرية.

### ألمانيا
في عام 1929 تأسست فرقة من رجال العرض في كرنفال كولونيا تسمى راس الزنجي (Negerköpp) وتمثل شخصيات تم صبغ وجهها وأيديها باللون الأسود.
أثار الموسيقي الهولندي تاكو أوكرس المقيم في ألمانيا الجدل عام 1983 بسبب وجود راقصين بالوجه الأسود في نسخته الموسيقية الشهيرة «بوتين أون ذا ريتز».
في ألمانيا، وخلال سنوات عديدة، تم استخدام الوجه الأسود في العديد من الأعمال المسرحية.
تشمل الأمثلة على الإنتاج المسرحي العديد من الإنتاجات لمسرحية «البراءة» للكاتب الألماني دي لوهير، على الرغم من أن استخدام الوجه الأسود في هذه المسرحية في شخصيات اثنين من المهاجرين الأفارقة السود، لم يكن استخدام الوجه الأسود جزءًا من اتجاهات المسرح أو التعليمات. كما كان عرض مسرحية «البراءة» في المسرح الألماني في برلين موضع احتجاج. قامت مجموعة الناشطين تسمى «مشاهدة المسرح» بأداء حيلة في إحدى المسرحيات، حيث قام 42 ناشطًا، متنكرين كمتفرجين ، بترك الجمهور دون أن ينبسوا ببنت شفة ثم وزعوا منشورات لاحقًا على الجمهور. كان أساس النقد هو أن استخدام الوجه الأسود يعزز الصور النمطية بغض النظر عن أي نوايا حسنة ويدعم الهياكل العنصرية. تمت دعوة النقاد لإجراء مناقشة مع المخرج والممثلين ومدير المسرح وغيرهم من الفنانين في المسرح الألماني. نتيجة للمناقشة ، غيّر المسرح الألماني مكياج الممثلين. اعترف أولريش كون ، مدير المسرح ، في وقت لاحق أنه فوجئ بالاحتجاج وهو الآن في طور دراسته.

### غواتيمالا
كان الرئيس الغواتيمالي المنتخب لعام 2015، جيمي موراليس، ممثلًا كوميديًا. إحدى الشخصيات التي انتحل شخصيتها في عرضه الكوميدي «موراليجاس» كانت تسمى التين الأسود وقد استخدم ماكياج الوجه الأسود لتمثيله. دافع جيمي موراليس عن شخصيته ذات الوجه الأسود قائلاً إنه محبوب من قبل الاقليات ذات البشرة السوداء في البلاد مثل الغاريفونيون ومجتمعات المايا الأصلية.

### إيران

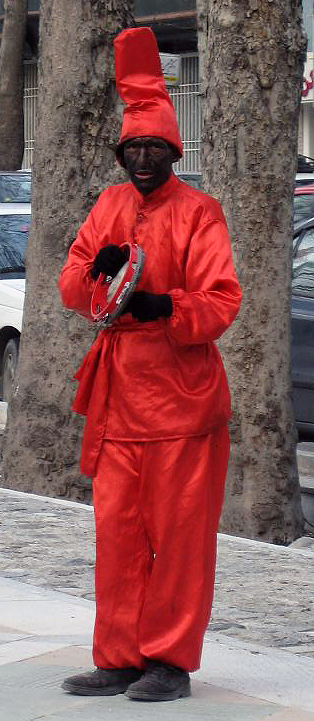
الحاج فيروز في طهران ، إيران

الحاج فيروز شخصية في الفولكلور الإيراني ظهرت في الشوارع مع بداية عيد النوروز برأس السنة.

### اليابان
في موسيقى الهيب هوب اليابانية ، تتبنى مدرسة فرعية من الهيب في أسلوب بورابان ، ويشار إليها باسم الوجه الأسود. إن ظهور هذه الوجوه السوداء دليل على شعبية حركة الهيب هوب في اليابان على الرغم مما يوصف بأنه ميول عنصرية في الثقافة. يجد بعض محبي موسيقى الهيب هوب اليابانيين أنه من المحرج والسخيف أن يقوم محبو مدرسة الوجه الأسود ذلك لأنهم يشعرون أنه لا ينبغي عليهم تغيير مظهرهم لاحتضان الثقافة. في بعض الحالات ، يمكن أن يُنظر إليه على أنه عمل عنصري ، لكن بالنسبة للعديد من المعجبين اليابانيين الشباب ، فهو وسيلة للانغماس في ثقافة الهيب هوب بالطريقة التي يرونها مناسبة. يعتبر البعض استخدام الوجه الأسود وسيلة للتمرد على ثقافة الصور السطحية في اليابان.
كان الوجه الأسود أيضًا قضية خلافية في المشهد الموسيقي خارج مجال موسيقى الهيب هوب. من المعروف أن مجموعة آر أند بي اليابانية ، قوسبيراتس، ترتدي مكياجًا أسود الوجه أثناء العروض. في مارس 2015، كان من المقرر أن يعرض برنامج تلفزيوني موسيقي أنتجته شبكة تلفزيون فوجي مقطعًا يضم مجموعتين يابانيتين تؤديان معًا بالوجه الأسود ، وهما فرقة راتس أند ستارز وفرقة مومويرو كلوفر زد. تم نشر صورة على الإنترنت من قبل أحد أعضاء الفرق بعد تسجيل المقطع ، مما أدى إلى حملة ضد بث المقطع. البرنامج الذي تم بثه في 7 مارس تم تحريره من قبل الشبكة لإزالة المقطع «بعد مراعاة الظروف العامة»،  لكن الإعلان لم يعترف بالحملة ضد المقطع.

### المكسيك
في المكسيك الحديثة ، توجد أمثلة على الصور (عادة الرسوم الكاريكاتورية) ذات الوجه الأسود (على سبيل المثال ، ميمن بينغوين). على الرغم من وجود رد فعل عنيف من المجتمعات الدولية ، إلا أن المجتمع المكسيكي لم يحتج لتغيير هذه الصور إلى أقل عنصرية. على العكس من ذلك ، في الرسوم الكاريكاتورية المثيرة للجدل ميمين بينغوين كان هناك دعم علني وسياسي  (مستشار المكسيك ، لويس إرنستو ديربيز). حاليًا في المكسيك ، يتألف من 3 إلى 4٪ فقط من السكان من أصل أفريقي مكسيكي (هذه النسبة تشمل المكسيكيين الآسيويين).

### بنما
يتضمن كرنفال بورتوبيلو ورقصة الكونغو في بنما استخدام الوجه الأسود كشكل من أشكال الاحتفال بالتاريخ الأفريقي، كرمز تحرري. الرجال السود يرسمون وجوههم بالفحم الذي يمثل ثلاثة أشياء. أولاً ، يتم استخدام الوجه الأسود كأداة لتذكر أسلافهم الأفارقة. ثانيًا ، الوجه الأسود يمثل التمويه أو الإخفاء أثناء الهروب الذي كان العبيد يستخدمونه للتهرب من المستعمرين الإسبان. أخيرًا ، تُستخدم ممارسة الوجه الأسود كطريقة للدلالة على الشفرة أو «اللغة السرية» التي كان العبيد يستخدمونها خلال فترة الاحتلال الإسباني. أثناء الاحتفال ، على سبيل المثال ، صباح الخير تعني ليلة سعيدة، وارتداء الأسود أو في هذه الحالة الوجه الأسود يشير عادةً إلى وقت الحداد، يستخدم في الكرنفال كوسيلة لتمثيل وقت الاحتفال.

### البرتغال والبرازيل
في 2018 تقمص الممثل دواردو ماديرا شخصية لاعبة التنس سيرينا ويليامز مضيفًا لهجة أفريقية لا تتحدث بها في الحياة الواقعية. يستمر استخدام الوجه الأسود في تقليد الشخصيات بشكل متكرر في الأغاني وقد تم تقمص عد شخصيات في برنامج «وجهك ليس غريباً» باستخدام الوجه الأسود مثل : مايكل جاكسون،  سيده غاريت ،  تريسي تشابمان،  لوي أرمسترونج،  نات كينج كول،  بين آخرين.
في البرازيل هناك بعض الشواهد التاريخة للاستخدام غير الكوميدي للوجه الأسود، من خلال قيام ممثلين بيض بتمثيل شخصيات سوداء مثل العم توم (على الرغم من أن تبييض الوجه شائع أكثر من الوجه الأسود).
تعتبر ظاهرة الوجه الأسود نادرة في الأوساط البرتغالية ولكنها تظهر بين الحين والآخر في هذا القرن وتخلق ضجة أكبر بين المجتمع الأفرو-البرازيلي.
صورت بعض الكوميديا البرازيلية مثل عصابة مونيكا شخصيات سوداء مع دوائر حول أفواههم وأحيانًا بدون أنوف مثل شخصية جيريميا وأيضًا بيليزينهو (الذي كان تقليدا كوميديًا للاعب كرة القدم الحقيقي بيليه). ومع ذلك ، بعد الثمانينيات ، بدأت الشخصيات السوداء في هذه الرسوم الهزلية تُرسم بدون دوائر في الفم وبشفاه رقيقة عادية وقد تم حجب كاريكاتير قديم يستخدم الوجه الأسود في عمليات إعادة النشر.

### بورتوريكو
من المعتاد أن يرتدي الناس الوجه الأسود في الكرنفالات في بورتوريكو في القرن العشرين. في عام 2019، ظهر الوجه الأسود بشكل بارز في كرنفال في سان سيباستيان ، بورتوريكو ، واجهت عمادة المدينة على الفور ردود فعل عنيفة وانتقادات.

### جنوب أفريقيا
تبنى العمال الجاويون والماليزيون ظاهرة الوجه الأسود مقلدين المنشدين ذوي الوجه الأسود الذين زاروا كيب تاون في عام 1848. حيث أقاموا احتفالات التحرر التي تتألف من الموسيقى والرقص والمسيرات. تم دمج هذه الاحتفالات في نهاية المطاف في حدث سنوي في نهاية العام يسمى كرنفال كوون ولكنه يُعرف الآن باسم كرنفال مدينة كيب تون الموسيقي أو كابس كلوبس .

### كوريا الجنوبية
كان الوجه الأسود ظاهرة شائعة في وسائل الإعلام الكورية الجنوبية لأكثر من 30 عامًا. في الثمانينيات اعتاد الممثلون الكوميديون الأداء بوجوه سوداء دون وجود أي انتقادات. على الرغم من تزايد الانتقادات ، استخدام الوجه الأسود في وسائل الإعلام الكورية في العام الماضي حيث استخدم أحد الفنانين الوجه الأسود في برنامج تلفزيوني واستخدمت مسرحية تسمى «السود» الوجه الأسود ، بالإضافة إلى مجموعة بوب كوري قامت بعمل نسخة لأغاني برونو مارس. في الآونة الأخيرة ، نشر الطلاب صورًا يمثلون فيها وجهًا أسود في عيد الهالوين.

### تايوان
تعرضت مجموعة الكوميديا التايوانية ذا واكي بويز على يوتيوب لانتقادات شديدة بعد أن صور بعض أعضائها مقطع فيديو ساخر من رقص حاملي النعش الشهير. واعتذرت المجموعة لاحقا وحذفت الفيديو.
في تايلاند، يصبغ الممثلون وجوههم باللون الأسود لتصوير مسرحية شعبية للملك نقو با عن قبائل سيمنق وقد تحولت إلى فيلم موسيقي وفيلم.

### المملكة المتحدة

#### الصيادون والمتمردون
من 1723 إلى 1823، كان الوجه الأسود في بعض الظروف جريمة جنائية ، بعقوبة الإعدام. تم تمرير القانون الأسود في وقت من الانكماش الاقتصادي الذي أدى إلى تصاعد التوترات الاجتماعية ، واستجابة لسلسلة من المداهمات من قبل مجموعتين من الصيادين الذين قاموا بصبغ وجوههم لمنع التعرف عليهم. كان صبغ وجه المرء بالسخام أو السناج أو تلميع الأحذية أو غبار الفحم شكلاً تقليديًا من أشكال التنكر أو الإخفاء، خاصة في الليل عند الصيد الجائر.
اعتاد المتظاهرون في مظاهرات ريبيكا على صبغ وجوههم أو ارتداء أقنعة لمنع التعرف على أنفسهم أثناء تحطيم بوابات الضرائب ، متنكرين أحيانًا بزي نساء .

#### الثقافة الشعبية
تتميز المسرحيات الشعبية التقليدية في جنوب غرب إنجلترا أحيانًا بشخصية النخاس التركي ، ربما بسبب غارات الرقيق في الساحل البربري على كورنوال وديفون ودورست وسومرست في أوائل القرن السابع عشر بواسطة «سالي روفرز» (حيث كان الإنجليز هم العبيد الذين تم أسرهم وأخذهم بالقوة إلى شمال إفريقيا). عادة ما يتم لعب هذه الشخصية باستخدام وجه أسود (أو وجه بني).
تستخدم أشكال مختلفة من الرقص الشعبي في إنجلترا ، بما في ذلك رقص موريس ، الوجه الأسود تقليديًا ؛ استمرار استخدامه من قبل بعض الفرق مثير للجدل.

### الولايات المتحدة الأمريكية
للولايات المتحدة تاريخ حافل باستخدام الوجه الأسود.

### الاتحاد السوفيتي
قام الكتاب والرسامون السوفييت أحيانًا من غير قصد باستخدام الصور النمطية عن الدول الأخرى التي يُنظر إليها الآن على أنها مسيئة. على سبيل المثال ، قد يحتوي كتاب أو رسم كاريكاتوري سوفيتي للأطفال عن غير قصد على تمثيل للسود يُنظر إليه على أنه مسيء وفقًا للمعايير الغربية الحديثة ، مثل الشفاه الحمراء الفاقعة وغيرها من المظاهر المبالغ فيها ، والتي تشبه عن غير قصد تصوير السود في العروض الأمريكية الموسيقية. الفنانون السوفييت «لم يفهموا تمامًا الضرر الناجم عن تمثيل السود بهذه الطريقة ، واستمروا في استخدام هذا الأسلوب ، حتى في الإنتاج الإبداعي الذي يهدف تحديدًا إلى نقد العلاقات العرقية الأمريكية».

### العالم العربي
استخدم الوجه الأسود بشكل متكرر في المسلسلات الكوميدية العربية في الثمانيات والتسعينيات في الشخصيات التي تتقمص دور الأفريقي أو السوداني تحديداً.ظهر الممثلان السعوديان ناصر القصبي وعبدالله السدحان في مرات عديدة بالوجه الأسود في دور الرجل السوداني. في تلك الفترة لم يثر هذا التقليد أي انتقادات وتقبله الشعب العربي بنوع من الأريحية «نجح المسلسل الكوميدي السعودي طاش ما طاش في محاكاة السوادني دون السقوط في الابتذال أو العنصرية لكنه في ذات الوقت حافظ على عنصر الإضحاك.»
استمر استعمال الوجه الأسود في الألفية الثالثة في العديد من المسلسلات والبرامج العربية. ولكن ووجهت العديد من تلك الحالات بالنقد الشديد والغضب الشعبي، لاسيما أن أغلبها كرس استخدام الوجه الأسود لتعزيز بعض الصور النمطية المضللة عن الشعب السوداني مثل الكسل والبلاهة. ظهرت العديد من الحالات في البرامج التلفزيونية مثل الممثلة شيماء سيف في برنامج المقالب «الشقلباظ» وسمير غانم وابنته في مسلسل «عزمي وأشجان» والممثلان حسن البلام وعبدناصر درويش في برنامج «بلوك غشمرة» وقد فجرت تلك البرامج موجات غضب عارمة.
ظهرت حالات عديدة لمشهورين على مواقع التواصل الاجتماعي بالوجه الأسود خاصة بعد حادثة مقتل جورج فلويد بحجة تضامنهم مع السود. من تلك الحالات ظهور خبيرة التجميل غدير سلطان بمكياج حول لون بشرتها إلى اللون الأسود. وقد نشرت قبل ذلك الفنانة مريم حسين صورة معدلة لها لتظهر بشرتها باللون الأسود على صفحتها في انستغرام ثم قامت بحذفها بعد زوبعة الانتقادات. وجهت أيضاً ضد ميريام فارس اتهامات بالعنصريّة، وذلك لظهورها في نهاية الفيديو كليب الخاص بأغنية “قومي” في 2018 ببشرة سوداء اللون.